# Ryssebosjön (Bellö socken, Småland)
Ryssebosjön är en sjö i Eksjö kommun i Småland och ingår i Emåns huvudavrinningsområde. Sjön har en area på 0,123 kvadratkilometer och ligger 213,2 meter över havet.

## Delavrinningsområde
Ryssebosjön ingår i det delavrinningsområde (639026-147625) som SMHI kallar för Utloppet av Ingatorpasjön. Medelhöjden är 204 meter över havet och ytan är 25,53 kvadratkilometer. Räknas de 11 delavrinningsområdena uppströms in blir den ackumulerade arean 169,89 kvadratkilometer. Silverån (Brusaån) som avvattnar avrinningsområdet har biflödesordning 2, vilket innebär att vattnet flödar genom totalt 2 vattendrag innan det når havet efter 154 kilometer. Delavrinningsområdet består mestadels av skog (67 procent), öppen mark (11 procent) och jordbruk (14 procent). Avrinningsområdet har 0,23 kvadratkilometer vattenytor vilket ger det en sjöprocent på 0,9 procent. Bebyggelsen i området täcker en yta av 0,65 kvadratkilometer eller 3 procent av avrinningsområdet.